# 4585 Ainonai
Ainonai (asteroide 4585) é um asteroide da cintura principal, a 2,0836923 UA. Possui uma excentricidade de 0,2377916 e um período orbital de 1 650,96 dias (4,52 anos).
4585 Ainonai tem uma velocidade orbital média de 18,01410992 km/s e uma inclinação de 10,55825º.
Este asteroide foi descoberto em 16 de Maio de 1990 por Kin Endate e Kazuro Watanabe.